# Ruská
 Ruská (maďarsky Dobóruszka nebo Oroszruszka (1863–1902) či Zemplénoroszi (1907–1913, 1939–1945), je obec na Slovensku. Nachází se v Košickém kraji, v okrese Michalovce. Obec má rozlohu 11,9 km² a leží v nadmořské výšce 103 m. V roce 2011 v obci žilo 611 obyvatel. Obec leží na slovensko–ukrajinské hranici, která je zároveň hranicí Evropské unie. Na ukrajinské straně hranice je ves Palad'-Komarivci.

## Historie
První písemná zmínka o obci pochází z roku 1195.[zdroj?] Do konce 1. světové války byla obec součástí Uherska. V důsledku první vídeňské arbitráže byla v letech 1938 až 1944 součástí Maďarska. Při sčítání lidu v roce 2011 žilo v Ruské 610 lidí, z toho 477 Maďarů, 67 Romů a 60 Slováků; 6 obyvatel neuvedlo žádné informace o své etnické příslušnosti.

## Pamětihodnosti
- Římskokatolický kostel Povýšení sv. Kříže, dvoulodní goticko-renesanční stavba s polygonálním ukončením presbytáře a věží tvořící součást její hmoty, ze 16. století. Donátorem kostela byl vojevůdce István Dobó, který je zde pochován.[5] Kostel vznikl na místě románské stavby archeologicky datované do období 1150-1200. V roce 1796 byla doplněna barokní věž a byl vybudován varhanní chór. V letech 1914-1920 byl kostel rozšířen o severní loď architektem Jenő Förkem z Budapešti. Z původní stavby se dochovala hrubá stavba a gotické presbyterium. Součástí interiéru je hodnotný renesanční sarkofág Istvána Dobóa z červeného mramoru z období po roce 1572. Dále se zde nachází pískovcový oltář z roku 1780. Ostatní zařízení pochází z tyrolských dílen z období kolem roku 1920. Fasády historické části kostela jsou členěny opěrnými pilíři.
- Kaple sv. Jana Nepomuckého, barokní stavba z poloviny 18. století. Úpravami prošla v letech 1794 a 1930.

## Osobnosti
- István Dobó (asi 1502– 1572), uherský vojevůdce